# Nepenthes campanulata
Nepenthes campanulata ist eine fleischfressende Pflanze aus der Gattung der Kannenpflanzen (Nepenthes). Sie ist heimisch in Borneo. Sie wurde im September 1957 von André Kostermans entdeckt und erst 1973 durch Shigeo Kurata erstbeschrieben.

## Beschreibung
Nepenthes campanulata bildet eine bodenständige Rosette aus und besitzt einige für Kannenpflanzen untypische Merkmale: Sie besitzt keine Fähigkeit zu klettern und bleibt zudem sehr kompakt in der Höhe. Der Stamm der Pflanze erreicht 4 mm im Durchmesser. Auch produziert Nepenthes campanulata nur einen Typ von Kannen. Diese kleinen, gelbgrünen Kannen mit ihrer relativ großen Kannenöffnung erreichen eine Höhe von etwa 5–7 cm. Das bis 5 cm im Durchmesser messende Peristom ist relativ klein (schmal) und auf der Innenseite in dunklerem Grün gehalten. Verdauungsdrüsen sitzen nur im unteren Drittel der Kanne. Die Kannen sind relativ kurzlebig. Die Blätter sind nur ca. 5–10 cm lang. Schon 30 cm hohe Pflanzen sind ausgewachsen und blühfähig.

## Verbreitung
Die Pflanze wächst in etwa 300 m Höhenlage auf bemoosten, sonst substratlosen Kalksteinfelsen in der indonesischen Provinz Ostkalimantan auf Borneo. Die Standorte sind sehr hell und besitzen eine hohe Luftfeuchtigkeit.